# 沙灣坳
沙灣坳（英語：Sandy Bay Gap），又名沙灣峽，是香港香港島中西區的一個山坳，位於龍虎山和摩星嶺之間；士美菲路頂，鄰近香港大學，屬於薄扶林的一部分。道路以薄扶林道為主，因此為來往南區及中西區的必經地方之一。環境清幽恬靜有很多樹木提供新鮮空氣以及治安良好，為中產階層地區，建有分層單位以及洋房，屬於純住宅區。

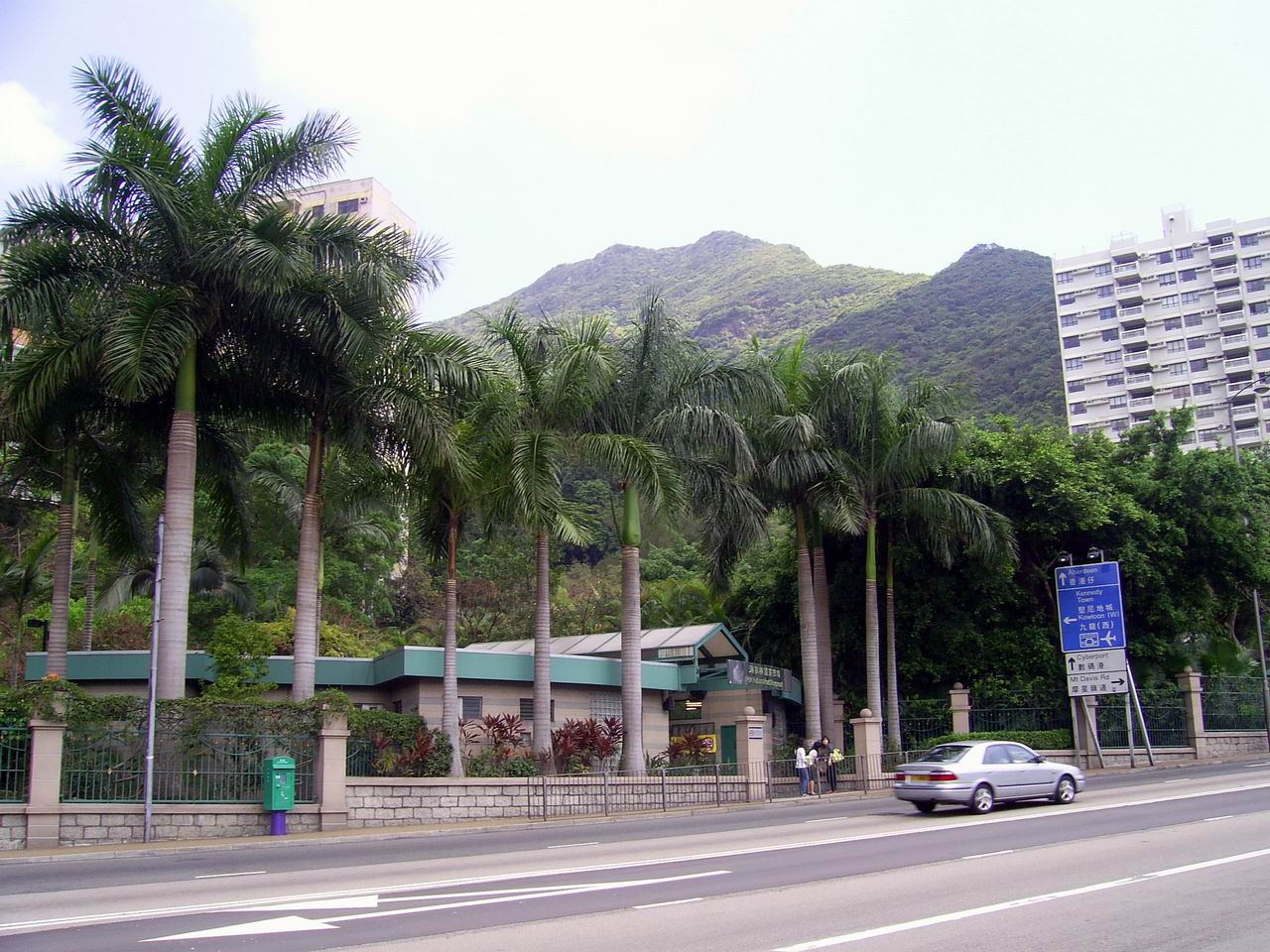
圖中為沙灣坳薄扶林道遊樂場

## 地理
由於此區屬於薄扶林的一部分，因此一般將此區稱為薄扶林，同時亦有部分人會稱此區為摩星嶺或西半山，其北面為堅尼地城，東面是龍虎山，西面是摩星嶺，西南面為沙灣(大口環)，南面為基督教華人墳場與南區接讓，鄰近瑪麗醫院。

## 設施
- 薄扶林道遊樂場[1]
- 維多利亞城界碑(薄扶林道 富林苑附近）
- 何世光夫人體育中心
- 中國石油薄扶林油站

## 交通

### 主要交通幹道
- 士美菲路
- 薄扶林道